# Rhamnus rugulosa
Rhamnus rugulosa är en brakvedsväxtart som beskrevs av William Botting Hemsley. Rhamnus rugulosa ingår i släktet getaplar, och familjen brakvedsväxter. Utöver nominatformen finns också underarten R. r. chekiangensis.